# Bošnjaci
Bošnjaci è un comune della Croazia di 4 653 abitanti della Regione di Vukovar e della Sirmia.